# Acraea fenelos
Acraea fenelos är en fjärilsart som beskrevs av Aurivillius 1893. Acraea fenelos ingår i släktet Acraea och familjen praktfjärilar. Inga underarter finns listade i Catalogue of Life.